# Provincia di Sankuru
La provincia di Sankuru, (francese: Province du Sankuru) è una delle 26 province della Repubblica Democratica del Congo. Il suo capoluogo è la città di Lusambo.
La provincia si trova nel Congo centrale.
Nel precedente ordinamento amministrativo del Congo (in vigore fino al 2015) la provincia non esisteva in quanto faceva parte della più ampia provincia del Kasai Orientale.

## Geografia antropica

### Suddivisioni amministrative
La provincia di Sankuru è suddivisa nelle città di Lodja (capoluogo) ed in sei territori:
- territorio di Katako-Kombe, capoluogo: Katako-Kombe;
- territorio di Lomela, capoluogo: Lomela;
- territorio di Lubefu, capoluogo: Lubefu;
- territorio di Kole, capoluogo: Kole;
- territorio di Lodja, capoluogo: Lodja;
- territorio di Lusambo, capoluogo: Lusambo.